# Going Back to My Roots
Going Back to My Roots (englisch für „Zurück zu meinen Wurzeln“) ist ein Lied des US-amerikanischen Liedtexters und Produzenten Lamont Dozier aus dem Jahr 1977.

## Hintergrund
Der Titel wurde von Lamont Dozier für seine Album Peddlin’ Music on the Side aufgenommen und als Single im März 1977 veröffentlicht. Die Produzenten waren Stewart Levine, Hugh Masekela und Rik Pekkonen. Going Back to My Roots behandelt Genealogie und war ursprünglich für den afroamerikanischen Markt vorgesehen. Zusätzlich stehen auch Themen wie Selbstidentität, Familie und Seelenverwandtschaft im Vordergrund.

## Coverversion von Odyssey
Odyssey coverte das Lied für das Album I Got the Melody in Produktion von Steve Tyrell. Die Veröffentlichung der Single war am 7. Mai 1981.
Das Musikvideo ist in Schwarzweiß gedreht und zeigt die Bandmitglieder von Odyssey bei einer Livedarbietung des Liedes.
In den Serien Ashes to Ashes – Zurück in die 80er und Strictly Come Dancing konnte man den Song hören.

### Charts und Chartplatzierungen
| ChartsChartplatzierungen     | Höchstplatzierung | Wochen/ Monate |
| ---------------------------- | ----------------- | -------------- |
| Deutschland (GfK)            | 13 (26 Wo.)       | 26 Wo.         |
| Österreich (Ö3)              | 14 (1 Mt.)        | 1 Mt.          |
| Schweiz (IFPI)               | 2 (9 Wo.)         | 9 Wo.          |
| Vereinigtes Königreich (OCC) | 4 (12 Wo.)        | 12 Wo.         |

| ChartsJahrescharts (1981) | Platzierung |
| ------------------------- | ----------- |
| Deutschland (GfK)         | 50          |

### Auszeichnungen für Musikverkäufe
| Land/Region                  | Auszeichnungen für Musikverkäufe (Land/Region, Auszeichnung, Verkäufe) | Verkäufe |
| ---------------------------- | ---------------------------------------------------------------------- | -------- |
| Vereinigtes Königreich (BPI) | Silber                                                                 | 250.000  |
| Insgesamt                    | 1× Silber ·                                                            | 250.000  |

## Coverversion des F. P. I. Projects
Im Jahr 1989 veröffentlichte das F. P. I. Project eine House-Version des Liedes mit modifiziertem Text. In einigen Ländern wurde das Cover mit dem Zusatztitel oder komplett unter dem Titel „Rich in Paradise“ veröffentlicht, zudem existieren zwei unterschiedliche Versionen des Covers: Einmal mit Sharon D. Clarke als Sängerin und einmal mit Paolo Dini als Sänger. Laut John Bush von AllMusic war diese Version ein Wegbereiter der House-Musik in den frühen 1990er-Jahre. Die Veröffentlichung war am 30. November 1989.
| ChartsChartplatzierungen     | Höchstplatzierung | Wochen |
| ---------------------------- | ----------------- | ------ |
| Deutschland (GfK)            | 5 (21 Wo.)        | 21     |
| Österreich (Ö3)              | 5 (16 Wo.)        | 16     |
| Schweiz (IFPI)               | 10 (14 Wo.)       | 14     |
| Vereinigtes Königreich (OCC) | 9 (13 Wo.)        | 13     |

| ChartsJahrescharts (1990) | Platzierung |
| ------------------------- | ----------- |
| Deutschland (GfK)         | 35          |

## Weitere Coverversionen (Auswahl)
- 1981: Richie Havens
- 1995: Jocelyn Brown
- 2002: Linda Clifford
- 2002: Sergio & the Ladies